# Pelagijanstvo
Pelagijanstvo je vjersko učenje nazvano po monahu Pelagiju koji je tvrdio da istočni grijeh ne utječe na pojedinca zbog njegove slobodne volje.

## Povijest
Za vrijeme boravka u Kartagi Pelagije je s Celestijem počeo širiti kontroverzne ideje. Prema njegovom nauku ljudi se rađaju bez istočnog grijeha. Adamov grijeh je tako njegov osobni grijeh i ne prenosi se na buduće naraštaje. Kako ne postoji istočni grijeh, čovjek je po prirodi dobar i prema tome može, ako želi, biti bez grijeha te može postići spasenje bez Božjeg uplitanja. Dovoljno je samo da čovjek u svojoj slobodnoj volji želi postići spasenje.
Zbog tog je nauka već bio optužen na Sinodi u Kartagi 411. godine. U međuvremenu se preselio u Jeruzalem gdje ga je primio biskup Ivan. Kasnije su se protiv Pelagija sazvale dvije sinode (u Jeruzalemu i Diospoliju). Lukavom obranom uspio se obraniti pred biskupima, čak osuđujući svojega prijatelja Celestija koji je širio upravo njegov nauk. Protiv njegova nauka najviše su pisali Jeronim i Augustin što će rezultirati i konačnom osudom 418. godine kada papa Zosim svojom Epistula Tractoria osuđuje Pelagija i njegove ideje kao krivovjerne.
Predstavnici pelagijanstva bili su Pelagije, Celestije i Julijan iz Eklana.

## Poveznice
- Krivovjerje

### Članci
- Martinjak, Mikolaj. 2019. Gnosticizam i neopelagijanizam – zapreka svetosti ili izvor konfuzije?. Nova prisutnost. Kršćanski akademski krug. Zagreb. 17 (3): 491–502
- Knežević, Josip. 2015. Jeronimov doprinos u raspravama protiv hereze pelagijanizma. Vrhbosnensia. Univerzitet u Sarajevu – Katolički bogoslovni fakultet. Sarajevo. 19 (1): 5–29